# Liste der Äbte von Mont-Saint-Michel

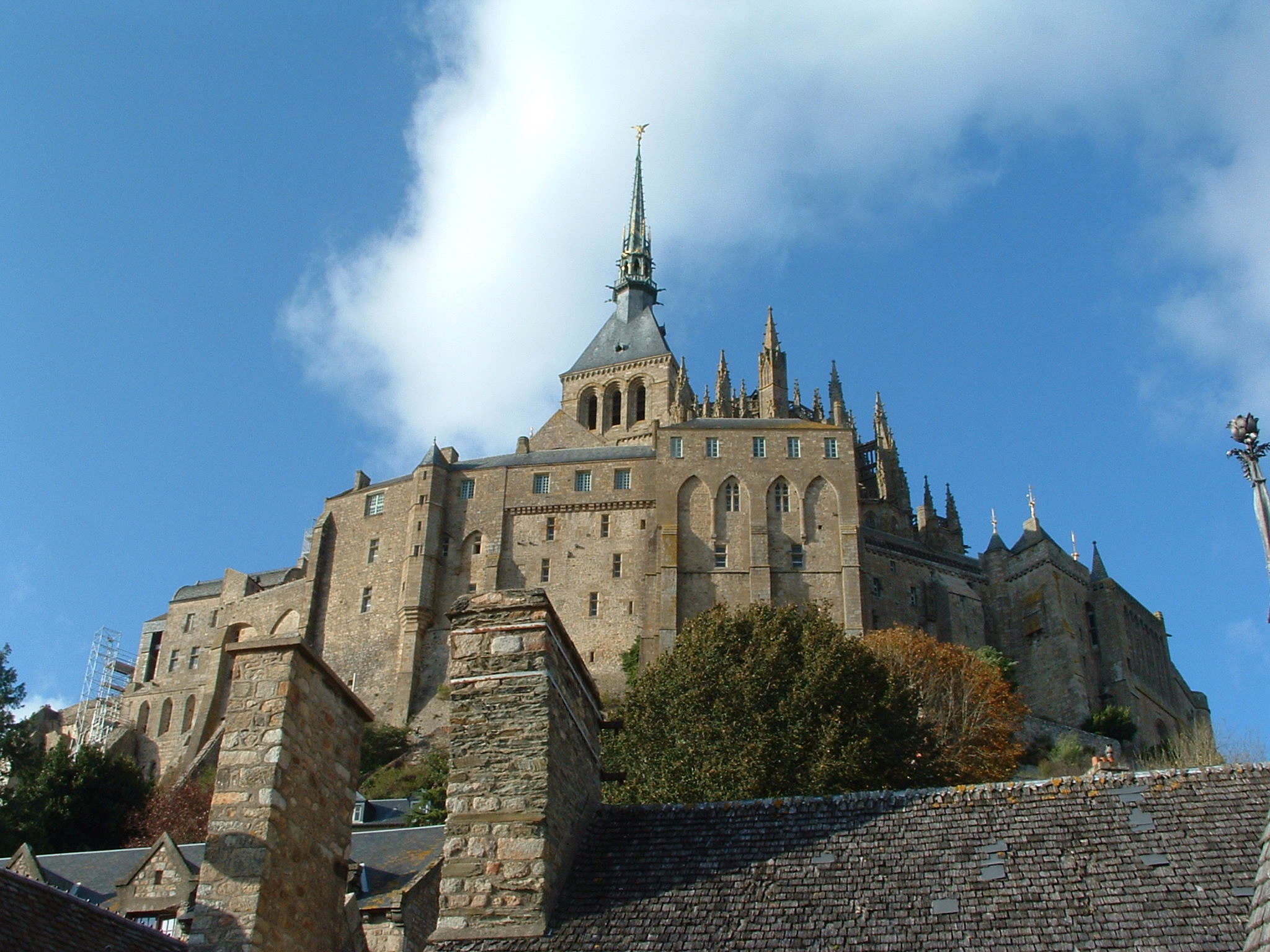
Mont-Saint-Michel (Klosternahansicht)

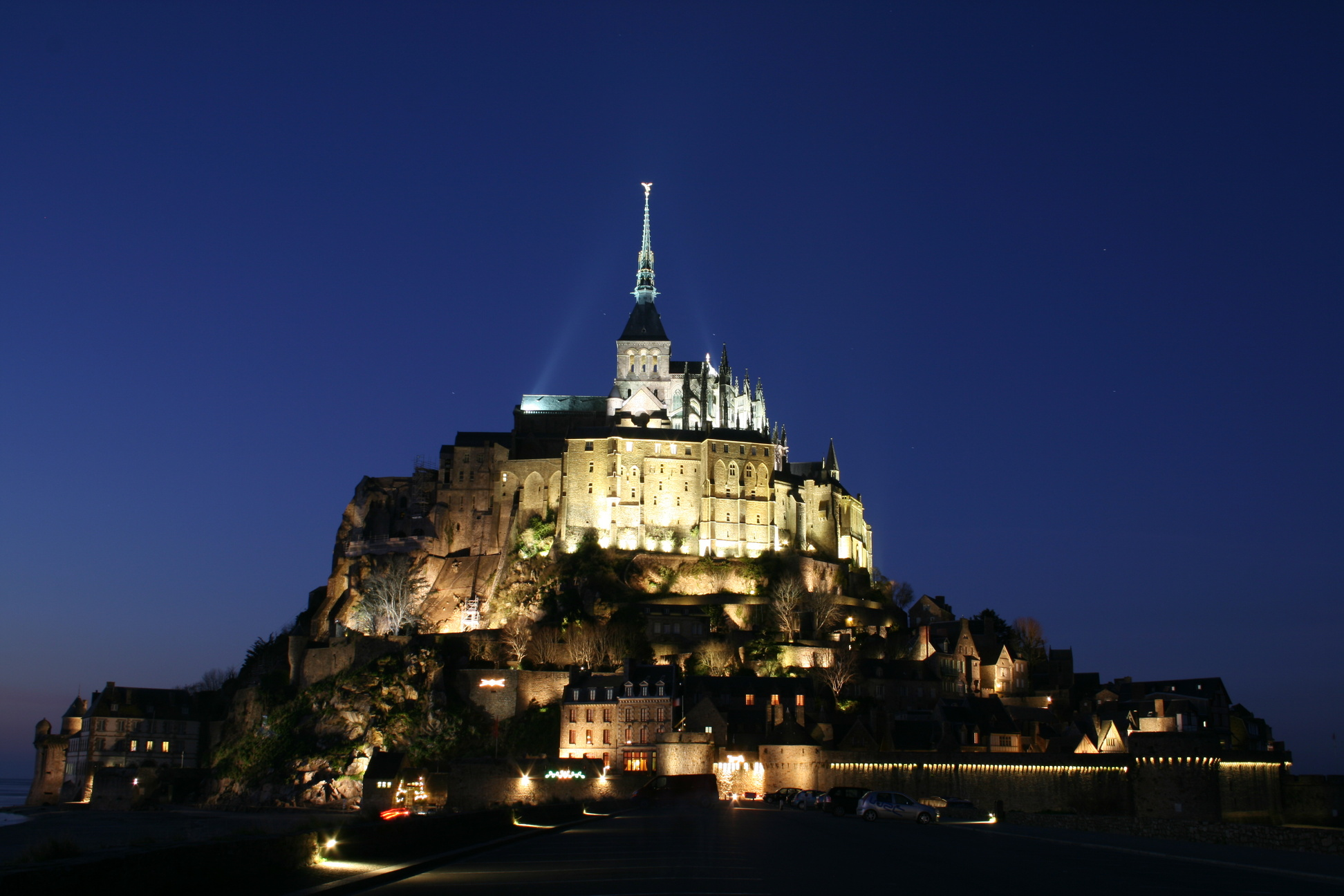
Mont-Saint-Michel bei Sonnenuntergang

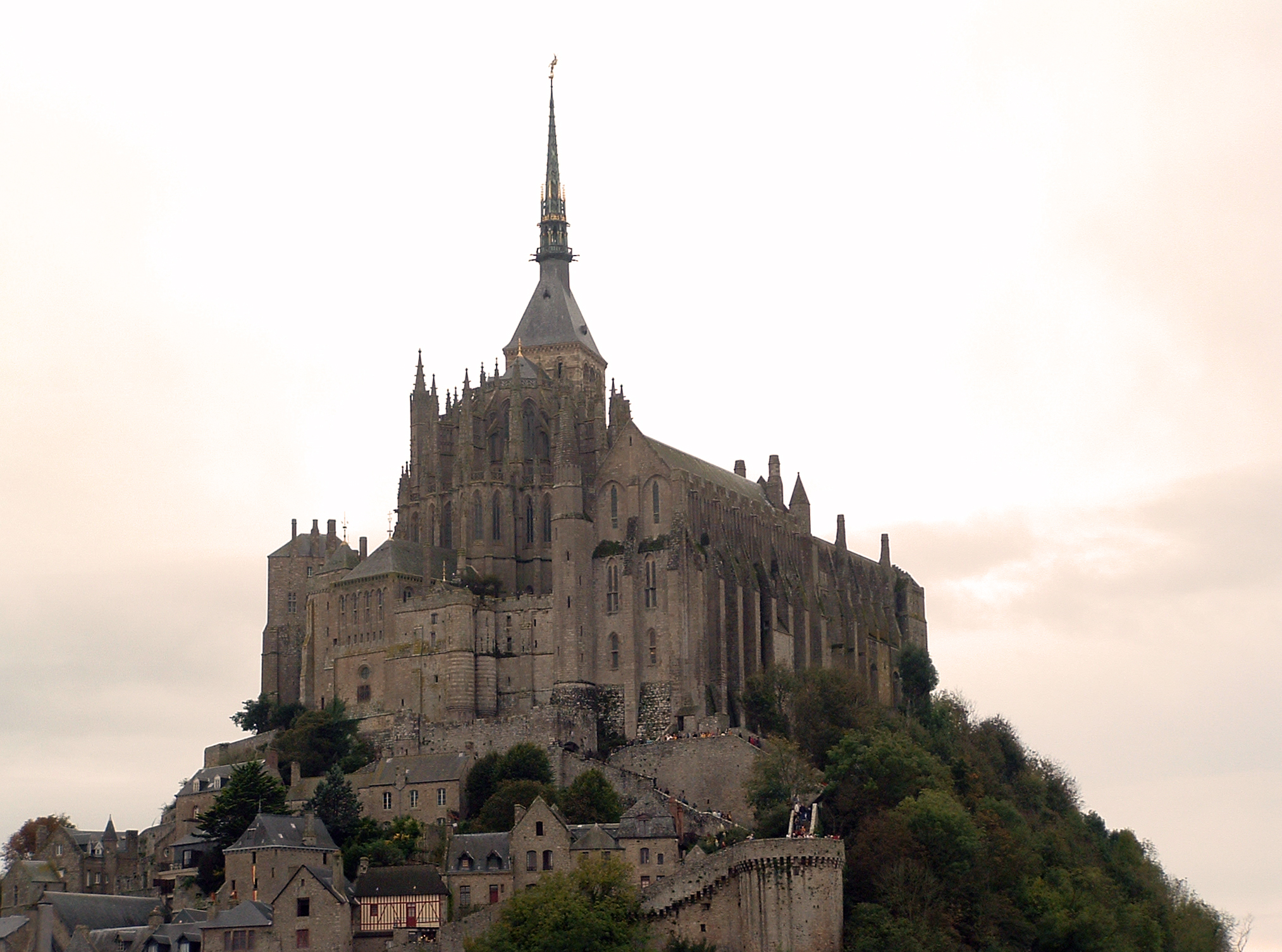
Mont-Saint-Michel

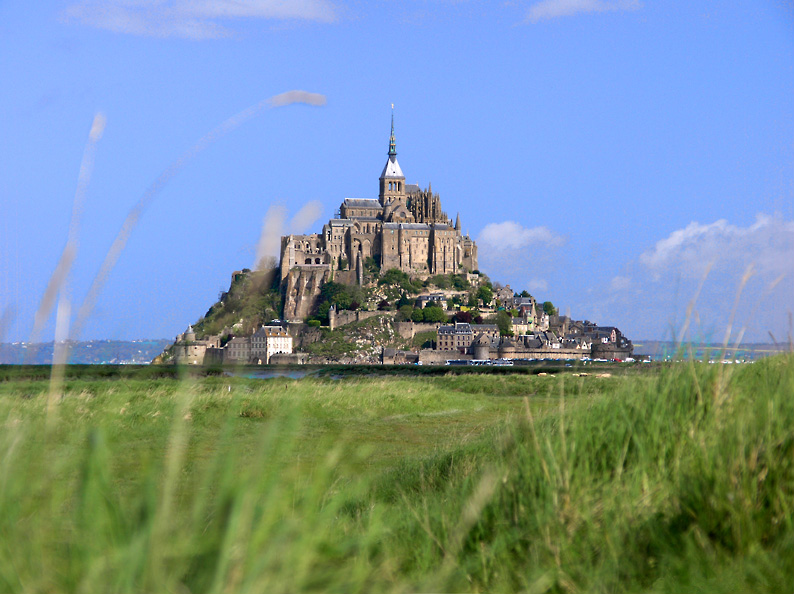
Mont-Saint-Michel von Süden

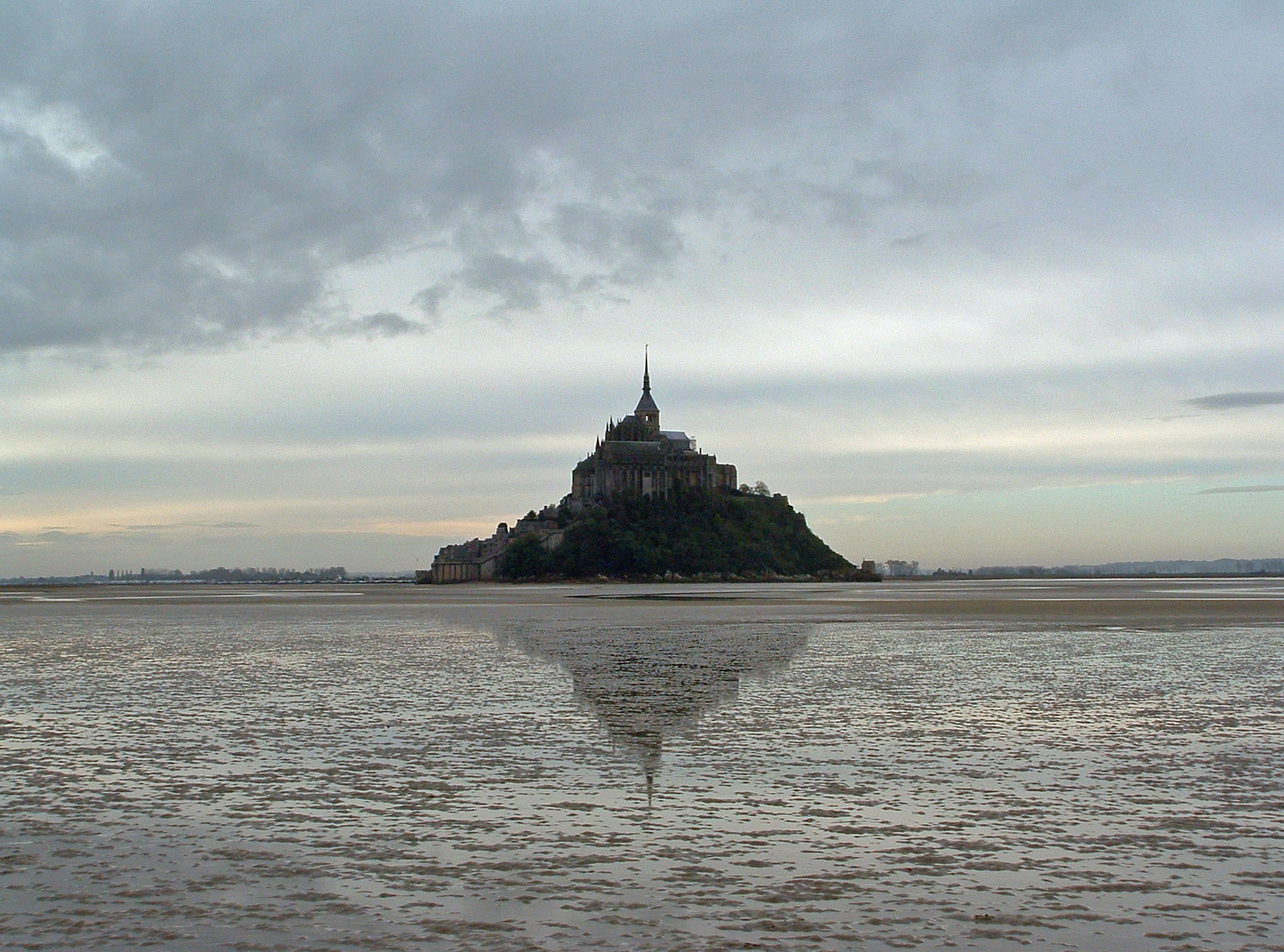
Mont-Saint-Michel umgeben vom Watt von weitem

Die folgenden Personen waren Äbte von Mont-Saint-Michel:
- 966–991: Maynard I.
- 991–1009: Maynard II.
- 1009–1017: Hildebert I.
- 1017–1023: Hildebert II.
- 1025–1051: Almod
- 1051–1055: Théodoric
- 1055–1048: Suppo
- 1048–1058 oder 1060: Radulphe de Beaumont
- 1060 oder 1065–1084: Ranulphe de Bayeux
- 1085–1102: Roger I.
- 1106–1122: Roger II.
- 1125–1131: Richard de Mère
- 1131–1149: Bernard du Bec
- 1149–1150: Geoffroy
- 1151–1153: Richard de La Mouche und Robert Hardy
- 1154–1186: Robert von Torigni
- 1186–1191: Martin de Furmendi
- 1191–1212: Jordan du Mont
- 1212–1218: Radulphe Des Iles
- 1218–1223: Thomas Des Chambres
- 1225–1236: Raoul de Villedieu
- 1236–1264: Richard Turstin
- 1264–1271: Nicolas Alexandre
- 1271–1279: Nicolas Famigot
- 1279–1298: Jean Le Faë
- 1299–1314: Guillaume Du Château
- 1314–1334: Jean de La Porte
- 1334–1362: Nicolas Le Vitrier
- 1363–1386: Geoffroy de Servon
- 1386–1410: Pierre Le Roy
- 1410–1444: Robert Jollivet
- 1444–1483: Guillaume d’Estouteville
- 1483–1499: André Laure
- 1499–1510: Guillaume de Lamps
- 1510–1513: Guérin Laure
- 1515–1523: Jean de Lamps
- 1524–1543: Jean Le Veneur
- 1543–1558: Jacques d’Annebault
- 1558–1570: François Le Roux d’Anort
- 1570–1587: Arthur de Cossé-Brissac
- 1588–1615: François de Joyeuse
- 1615–1641: Heinrich von Lothringen
- 1641–1643: Jean Ruzé d’Effiat
- 1644–1670: Jacques de Souvré
- 1670–1703: Étienne Texier d’Hautefeuille
- 1703–1718: Jean-Frédéric Karq de Bebembourg
- 1721–1799: Charles-Maurice de Broglie
- 1766–1769: Étienne Charles de Loménie de Brienne
- 1788: Louis-Joseph de Montmorency-Laval